# Годзила (филм из 2014)
Годзила (енгл. Godzilla) је амерички научно фантастични филм из 2014. који је режирао Гарет Едвардс. Представља римејк познатог истоименог јапанског филма из 1954. године. Главни "лик" је џиновски праисторијски гуштер са дна Тихог океана кога су пробудили тестови нуклеарног оружја 1950-их. Радња приказује, како много деценија касније, након низа инцидената и катастрофалних несрећа које су службено приписане "нормалним" и природним узроцима, америчка морнарица покушава да спречи уништење Сан Франциска.
Направљен како би се обележила 60. годишњица оригиналног филма, а и са сценаријем који је био инспирисан нуклеарном катастрофом у Фукушими, Годзила је постигла солидан комерцијални успех, али и похвале од дела поклоника оригиналног филма и серије.
Филм прати наставак, Годзила: Краљ Чудовишта, који је премијерно приказан 13. маја 2019. године.

## Радња
Ово је сликовита прича о људској храбрости и помирењу у сукобу са несавладивим силама природе – кад застрашујуће створење устане да успостави равнотежу док човечанство само беспомоћно стоји. У овој спектакуларној авантури најпознатије светско чудовиште сукобљава се са злонамерним бићима, која, подстакнута научном охолошћу људи прете да угрозе наш опстанак.

## Улоге
| Глумац          | Улога                 |
| --------------- | --------------------- |
| Арон Џонсон     | Форд Броди            |
| Кен Ватанабе    | др Иширо Серизава     |
| Елизабет Олсен  | Ел Броди              |
| Жилијет Бинош   | Сандра Броди          |
| Сали Хокинс     | др Вивијен Грејам     |
| Дејвид Стратерн | адмирал Вилијам Стенц |
| Брајан Кранстон | Џо Броди              |
| Карсон Болд     | Сем Броди             |
| Ричард Т. Џоунс | капетан Расел Хемптон |
| Виктор Расук    | водник Тре Моралес    |